# Connie Francis
Concetta Rosa Maria Franconero (født 12. december 1938, død 17. juli 2025), bedre kendt som Connie Francis, var en amerikansk popsangerinde.
Connie Francis havde en lang række internationale hits op gennem 1960'erne. Bedst huskes numre som "Who's Sorry Now?", "Lipstick on Your Collar", "Somewhere My Love" (Lara's Theme fra filmen Doktor Zhivago), "Stupid Cupid" og "Everybody's Somebody's Fool". Hun toppede hitlisterne ved flere lejligheder. Efter The Beatles' gennembrud i USA i 1964 var Francis' storhedstid forbi, selv om hun fortsat havde et trofast, fortrinsvis modent publikum.
I slutningen af 1970'erne mistede hun sin stemme som følge af en kosmetisk operation, men en ny operation i 1981 gjorde hende i stand til at synge igen. Hun blev ved med at optræde frem til 2018.
Ud over musikken indspillede hun også nogle film i sin storhedstid, blandt andet Follow the Boys (1963) og Kys mig, så det ringer (Looking for Love, 1964).